# El poble (Soutine)
El poble (Le Village) és un oli sobre tela de 73,5 × 92 cm realitzat per Chaïm Soutine vers l'any 1923 i dipositat al Museu de l'Orangerie de París.

## Context històric i artístic
Entre el 1923 i el 1925, Soutine va viure a Canha de Mar, a la Provença. Voltant per l'interior descobrí el poble de La Gauda, on pintà diverses vistes del mateix paisatge, amb un arbre de grans dimensions i les cases agafades als costers, a les quals s'arriba per carreteres serpentejants. Soutine va triar aquest indret per la bellesa de les cases i del molí aferrats al vessant d'un turó a diferents altures. L'artista va crear aquesta obra mentre alimentava sentiments contradictoris cap a aquest paisatge que ell estimava pregonament; així ho manifestà a les acaballes de l'any 1923 en una carta adreçada al galerista parisenc Zborowski: "M'agradaria deixar Cagnes, ja no puc suportar aquest paisatge...". Aquesta reinterpretació d'una visió angoixant i subjectiva del seu entorn col·loca Soutine en la tradició de la pintura expressionista que va tindre les seues arrels a l'Europa de finals del segle xix i que fou predominant abans i després de la Primera Guerra Mundial.

## Descripció
Aquest paisatge és el més radical i inusual de tots els que va pintar Soutine. El tema triat és clàssic -un paisatge, les cases, els arbres, el cel-, però el seu tractament pictòric revela tant un personatge turmentat com l'afirmació d'una gran modernitat. De fet, tots els elements d'aquesta composició s'han distorsionat dramàticament i hi apareixen entrellaçats, la qual cosa elimina qualsevol sensació de perspectiva o d'equilibri. El paisatge mental eclipsa l'observació estricta de la natura i dona lloc a l'expressió dels sentiments, ja que la distorsió del paisatge assoleix ací un desordre demencial. Tots els objectes semblen vists a través d'ulleres deformants. L'ordenament de l'espai prescindeix completament de la perspectiva: la mida dels objectes no té relació amb llur posició dins de l'espai, els elements llunyans estan situats a la part superior de la composició, el gran arbre turmentat penetra tots els plans de la pintura. En algunes zones, únicament el color estructura la superfície de la tela, anunciant l'expressionisme abstracte.